# Feldbachponorhöhle
Die Feldbachponorhöhle befindet sich im Stadtteil Brockhausen der Stadt Hemer im Sauerland.

## Geschichte
Im Dezember 2022 entdeckte der Mendener Andreas Kolarik ein kleines Loch im Straßengraben, aus dem warme Höhlenluft strömte. Wenige Tage später konnte der Höhlenforscher beobachten, wie der Feldbach vollständig in dem kleinen Loch verschwand. Gemeinsam mit der Stadt Hemer wurde eine Sicherung des Ponors vereinbart. Diese Sicherung erfolgte im Februar 2023 durch den Höhlenforscher Stefan Voigt aus Ennepetal unter Zusammenarbeit der Vereine Naturhistorischer Verein Hönnetal, dem Arbeitskreis Kluterthöhle und der Arbeitsgemeinschaft Höhle und Karst Sauerland/Hemer.
Durch einströmendes Wasser konnten die Forschungen im Ponor erst spät im Sommer 2023 stattfinden. Im Juli konnten die Höhlenforscher eine Engstelle bezwingen und entdeckten etwa 20 m neue Hohlräume. Deutlicher Luftzug zeigte den Höhlenforschern den Weg in weitere potentielle Fortsetzung der Höhle. Die Erforschung dieser Bereiche dauert noch an.

## Geologie
Der Eingang der Feldbachponorhöhle liegt am südlichen Rand des Massenkalkzugs, der sich von Wuppertal über Hagen und Hemer bis ins Hönnetal erstreckt. Von der südlichen Höhe fließt der Feldbach und trifft hier erstmals auf den Kalkstein. Durch seine hohe Lösungskraft entstehen vergleichsweise schnell große Hohlräume. Zusätzlich konnte das Wasser des Feldbachs an dieser Stelle den Lehm aus dem Karsthöckerrelief waschen und die Höhle selektiv reaktivieren.
Ähnlich wie in der in der Nähe liegenden Grabenponorhöhle befinden sich an den Wänden der Feldbachponorhöhle auch Fossilien aus der Zeit der Entstehung des Massenkalks. Zahlreiche Korallen, Muscheln und andere Riffbewohner aus dem Devon konnten an den Wänden gefunden werden.

## Mineralogie

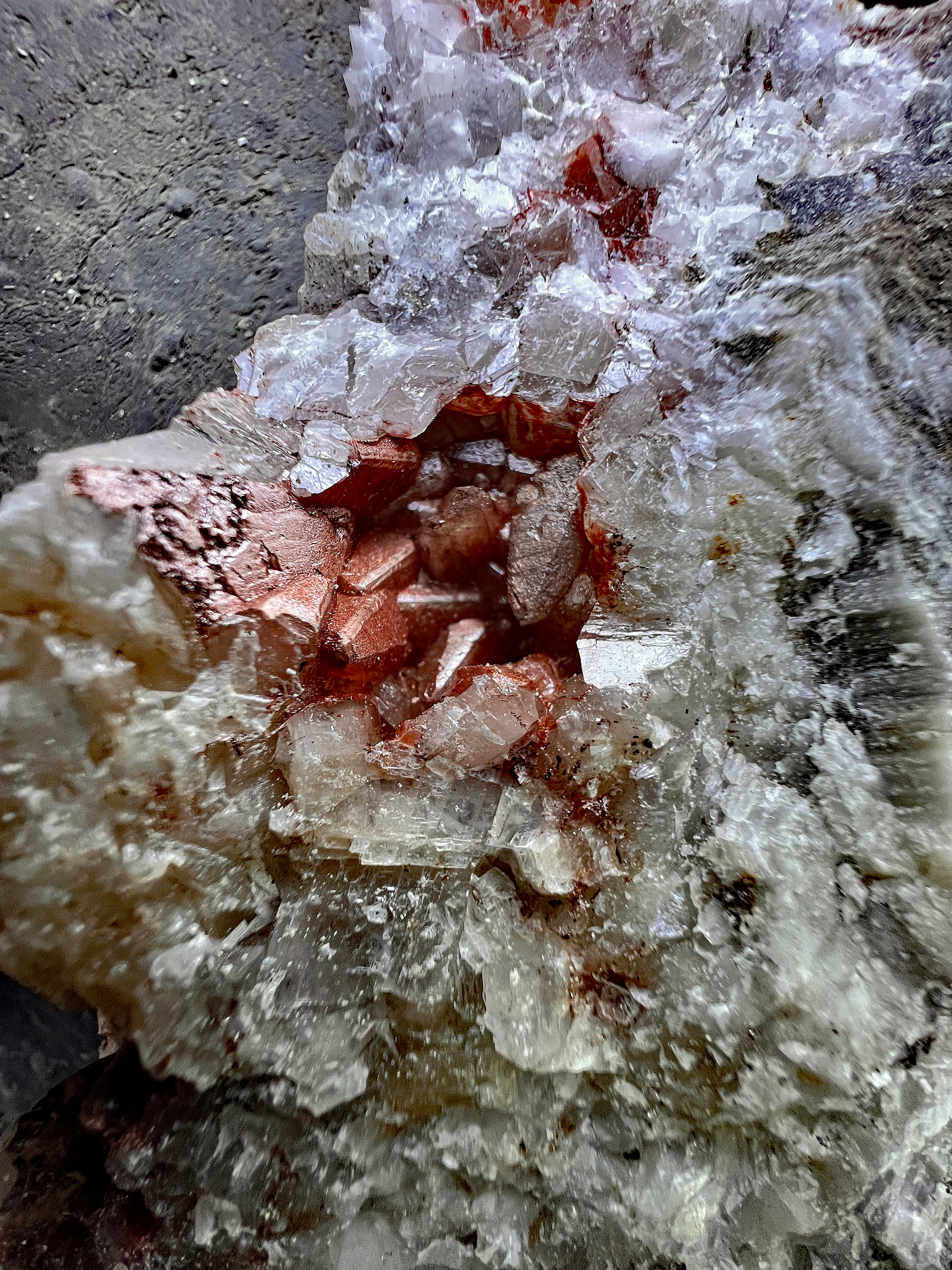
Seltene Kristalle, die durch Geologen untersucht werden sollen.

Bei den Befahrungen wurden Kristalle entdeckt, die einen kupferfarbenen Überzug aufwiesen. Kupfer kommt in einer solch reinen Form in der Natur nicht vor, weshalb es sich um eine andere Legierung handeln muss. Proben sollen vom Geologischen Dienst NRW untersucht werden.